# Tricodinia
La tricodinia è un disturbo che colpisce il cuoio capelluto, e consiste in un persistente fastidio o dolore localizzato sulla superficie dello stesso. È una patologia che colpisce le donne in misura doppia rispetto agli uomini.
L'origine del dolore è una microinfiammazione dei follicoli piliferi, la cui causa non è tuttavia ancora chiara. Secondo alcune interpretazioni, essa accompagna la fase di telogen, ovvero di caduta dei capelli, e quindi può essere sintomo di un fenomeno di alopecia; spesso il fenomeno sembra associato anche a pettinature troppo strette o acconciature, effettuate con gel o spume e traumatiche per il capello, in particolare laddove venga alterato fortemente l'angolo di fuoriuscita del follicolo.
In quanto associato alla fase di telogen effluvio dei capelli, spesso causata da stress o altri disturbi psichici, la tricodinia può anche associarsi a una situazione di labilità nervosa del paziente.